# François-Joseph Taintenier
François-Joseph Taintenier (Aat, 2 september 1729 – aldaar, 2 oktober 1776) was een verlichte hervormer uit de Oostenrijkse Nederlanden met radicale ideeën over armoedebestrijding. Zijn aanpak was een combinatie van bedelarijverbod, arbeidsplicht en uitkeringen.

## Afkomst en familie
Hij was de zesde van negen kinderen. Zijn ouders, Jean-Baptiste-Joseph Taintenier (°1668) en Marie-Jacqueline Stocquart, dreven een stoffenhandel in Aat. François-Joseph was advocaat bij de Raad van Henegouwen en werd diverse keren schepen in zijn geboortestad (1752, 1753, 1755-1761 en 1772-1775).

## Traktaten over armoede en bedelarij
Met Goswin de Fierlant zette Taintenier de eerste voorzichtige stappen in de decriminalisering van het pauperisme. Als fysiocraat benaderde hij de armoedeproblematiek vanuit een economische analyse. In correctiehuizen zag hij dure instellingen die broeinesten waren van immoraliteit en bedrijven oneerlijke concurrentie aandeden. Volgens hem waren ze enkel geschikt voor misdadigers en onverbeterbare bedelaars. De eerste prioriteit moest niet zijn om behoeftigen op te sluiten, maar om hen te begeleiden in hun thuissituatie met het oog op integratie in de reguliere arbeidsmarkt. Men moest hen het bedelen verbieden in ruil voor een uitkering (minimale en selectieve bijstand). Wie in staat was tot werken moest een beroepsopleiding krijgen. Omdat hij inzag dat de versnipperde parochiale armentafels niet in staat zouden zijn in dit alles te voorzien, pleitte hij voor gecentraliseerde armenkamers. Daarin moesten alle middelen uit private liefdadigheid worden verzameld, eventueel aangevuld met een armentaks. Ook een nauwkeurige registratie was onderdeel van zijn plan.
Inspiratie putte Taintenier uit het systeem van de Aumône générale dat was ingevoerd in het Zwitserse Yverdon (1760) en beschreven in diverse artikelen van de Zwitserse Encyclopédie œconomique (1770). Zijn ideeën werd opgepikt door François-Xavier de Feller, lid van de recent ontbonden jezuïetenorde. Ze kregen een positieve bespreking in Fellers Journal politique et littéraire. Taintenier zette zijn visie ook zelf uiteen in geschrift, maar kreeg het – ondanks de dedicatie aan landvoogd Karel van Lotharingen – niet gepubliceerd. Zijn Traité de la Mendicité verscheen dan maar anoniem en in onregelmatige omstandigheden. In 1775 volgde hij het op met een Supplément.
Zijn traktaten bleven niet zonder impact op het beleid. Vanaf 1772 was Taintenier in Aat gaan experimenteren, wat geresulteerd had in de oprichting van een Aumônerie générale. De publicatie van zijn Traité had grote invloed op de Gentse burgemeester Vilain XIIII, die in het licht ervan zijn eigen werk herschreef (1775). Kort voordien was Taintenier uitgenodigd in Kortrijk en had hij er met priester Jozef van Dale en schepen D. Vercruysse de basis gelegd voor een stedelijk onderstandsbureau (1774). Vlak voor zijn dood kon hij ook in Brugge een gelijkaardige aanpak in gang zetten (creatie van de Jointe, 1776). Andere steden waar zijn voorstellen concrete navolging kregen, waren Doornik (1777), Gent (1777), Antwerpen (Nieuwe Bestiering van de Algemeynen Armen binnen de Stad Antwerpen, 1779), Verviers (1782) en Lier (1787).

## Geschriften
Twee anonieme publicaties verschenen van de hand van Taintenier:
- Traité sur la mendicité, avec les projets de règlements propres à l'empêcher dans les villes et les villages, dédié à Messieurs les officiers de police et de justice, Doornik, Imp. de R. Varlé, 1774, IV-72 blz. - Lees op Google Books
- Supplément au traité sur la mendicité, avec les objections qui ont été faites contre les projets de Règlemens, qui y sont proposés pour l'abolir, & les réponses, Brussel, 1775, 56 blz. - Lees op Google Books

Daarnaast richtte hij nog verscheidene memories aan diverse overheden. In zijn Mémoire sur l'économie politique en général et plus particulièrement du Haynau pleitte hij voor het opsplitsen van grondbezit om kleinschalige landbouw te stimuleren.